# Анна Молка Ахмед
Анна Молка Ахмед (урду اینا مولکا احمد нар.13 серпня 1917 — † 20 квітня 1994) —  пакистанська художниця і одна з перших, хто започаткував розвиток образотворчого мистецтва в країні після здобуття незалежності у 1947 році. Вона була професоркою образотворчого мистецтва в Університеті Пенджаб в Лахорі.

## Біографія
Анна Молка Ахмед народилася як Моллі Бріджер у єврейській родині у Лондоні, Англія, 13 серпня 1917 року. Її мати мала польське походження, а батько — російське. З раннього віку вона проявляла інтерес до мистецтва, що згодом стало її покликанням. Попри незгоду батьків Анна, отримала стипендію для навчання у Школі мистецтв Святого Мартіна в Лондоні а згодом продовжила освіту у Королівській академії мистецтв, де вивчала живопис, скульптуру та дизайн. У 1935 році, прийнявши іслам, вона отримала нове ім’я й розпочала новий етап свого життя.
Після переїзду до Лахора у 1940 році Анна продовжила працювати у сфері мистецтв. Заснувала кафедру образотворчого мистецтва, яка тепер називається Коледжем мистецтв і дизайну в Університеті Пенджаб, і очолювала її до 1978 року, вийшовши на пенсію у віці 60 років, отримавши ступень почесний професор.
Анна була першою викладачкою в Пакистані, яка виводила студентів на пленер для малювання з натури.
Протягом своєї 55-річної кар'єри вона створювала яскраві пейзажі, тематичні композиції та проникливі портрети, використовуючи техніку імпасто з насиченою палітрою. Роботи зображують пейзажі, фігуративні композиції та портрети.

## Ушанування пам'яті
- 14 серпня 2006 року пошта Пакистану випустила 40 марок на честь десяти пакистанських художників, які пішли з життя.[7][8]
- 1 червня 2020 року Google відзначив її дудлом у честь 80 років з дня заснування нею кафедри.[4]